# William Curt Freund
William Curt Freund, auch Bill Freund, (geboren als Kurt Wilhelm Freund 4. September 1926 in Nürnberg) ist ein US-amerikanischer Ökonom.

## Leben
Kurt Wilhelm Freund ist ein Sohn des Kaufmanns Hugo Freund und der Paula Grünstein, er hat eine Schwester. Nach der Machtübergabe an die Nationalsozialisten 1933 wurde Freund von christlichen Gleichaltrigen als Jude verfolgt und misshandelt. Er wurde von der Volksschule verwiesen und musste eine jüdische Grundschule besuchen. Der Familie gelang 1937 die Flucht in die USA, und sie erhielt 1942 die amerikanische Staatsbürgerschaft.
Freund machte 1949 einen Bachelor of Business Administration am City College New York und 1950 einen Master of Science an der Columbia University. Er wurde 1954 an der Columbia University promoviert.
Freund arbeitete von 1950 bis 1959 als Ökonom bei der Prudential Insurance. Er wurde 1959 Associate Professor für Finanzwirtschaft an der New York University Graduate School of Business Administration und 1964 Adjunct Professor of Finance. 1963 kehrte er als Chefökonom zur Prudential Insurance Company zurück. 1968 wurde er Chefökonom und Vizepräsident der New York Stock Exchange und ging 1985 in Rente. Er wirkte als Berater bei verschiedenen Personen und Institutionen und zwischen 1969 und 1990 bei vier Gouverneuren des Staates New Jersey. 1975 erhielt er eine von der Stock Exchange gestiftete Professur an der Pace University.
Er wurde Mitglied der American Economic Association, der American Finance Association und der National Association for Business Economics.
Freund heiratete 1951 die aus Alsfeld geflohene Fotografin Judith Irmgard Steinberger (1920–2010), sie haben drei Kinder.
Bill Freund beschrieb 2011 in einem Kinderbuch, wie nach der Emigration seine Mutter mit dem Verkauf selbstgebackener Nürnberger Lebkuchen die Familie finanziell über Wasser hielt, Freund wollte trotzdem kein Kuchenbäcker werden.

## Schriften (Auswahl)
- The Concept and Practice of Equal Treatment in American Commercial Policy, 1922–1952. Ann Arbor, 1954
- Investment fundamentals. Washington: Banking Education Committee, American Bankers Association, 1962
- Productivity and Inflation. Joint Economic Committee of the United States Congress.
- Eugen Epstein, William Curt Freund: People and Productivity: The New York Stock Exchange guide to financial incentives and the quality of work life. Homewood, 1984
- Bill Freund: The Cookie That Saved My Family. Illustrationen Toby Mikle. Kinderbuch. Rhyme Time Publishing, 2011
- Bill Freund: The Towel That Saved Elizabeth. Illustrationen Toby Mikle. Kinderbuch. Rhyme Time Publishing, 2012